# Jean-Jacques Clérion
Jean-Jacques Clérion (16 de abril de 1637 – 28 de abril de 1714) foi um escultor francês que trabalhou sobretudo para o rei Luís XIV.
Clérion nasceu em Aix-en-Provence ou em Trets. Durante muita da sua carreira trabalhou no Palácio de Versalhes, e são dele muitas das famosas esculturas dos jardins, como a "Fonte de Apolo". A sua peça de admissão à Académie française  foi um baixo-relevo de 1689 de São Tiago menor, que está no Louvre. Produziu uma cópia da Vénus Calipígia para Versalhes em 1686, e uma cópia da Vénus Medici que está no Château de Menars. Faleceu em Paris.

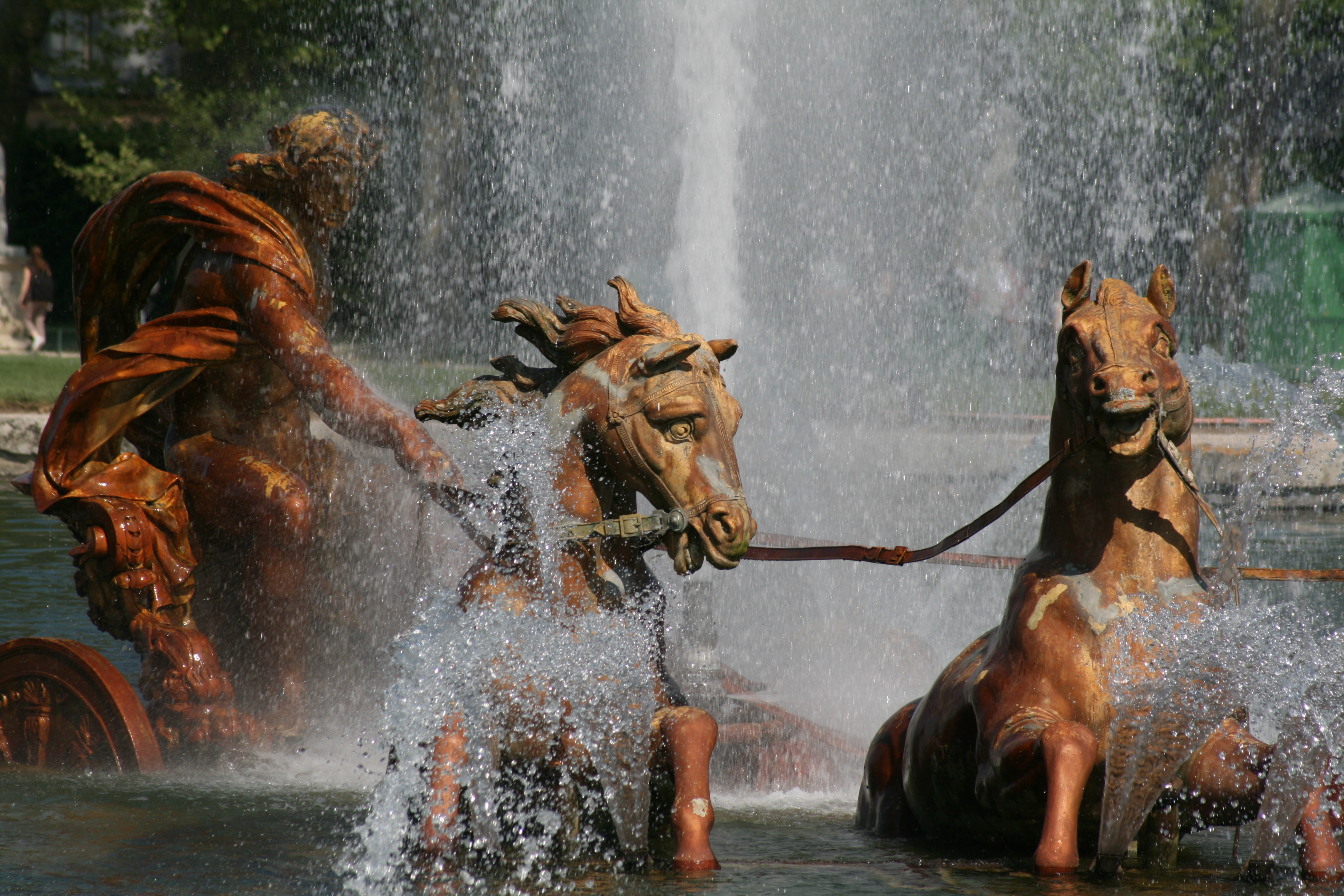
Apolo e seus cavalos - Versalhes

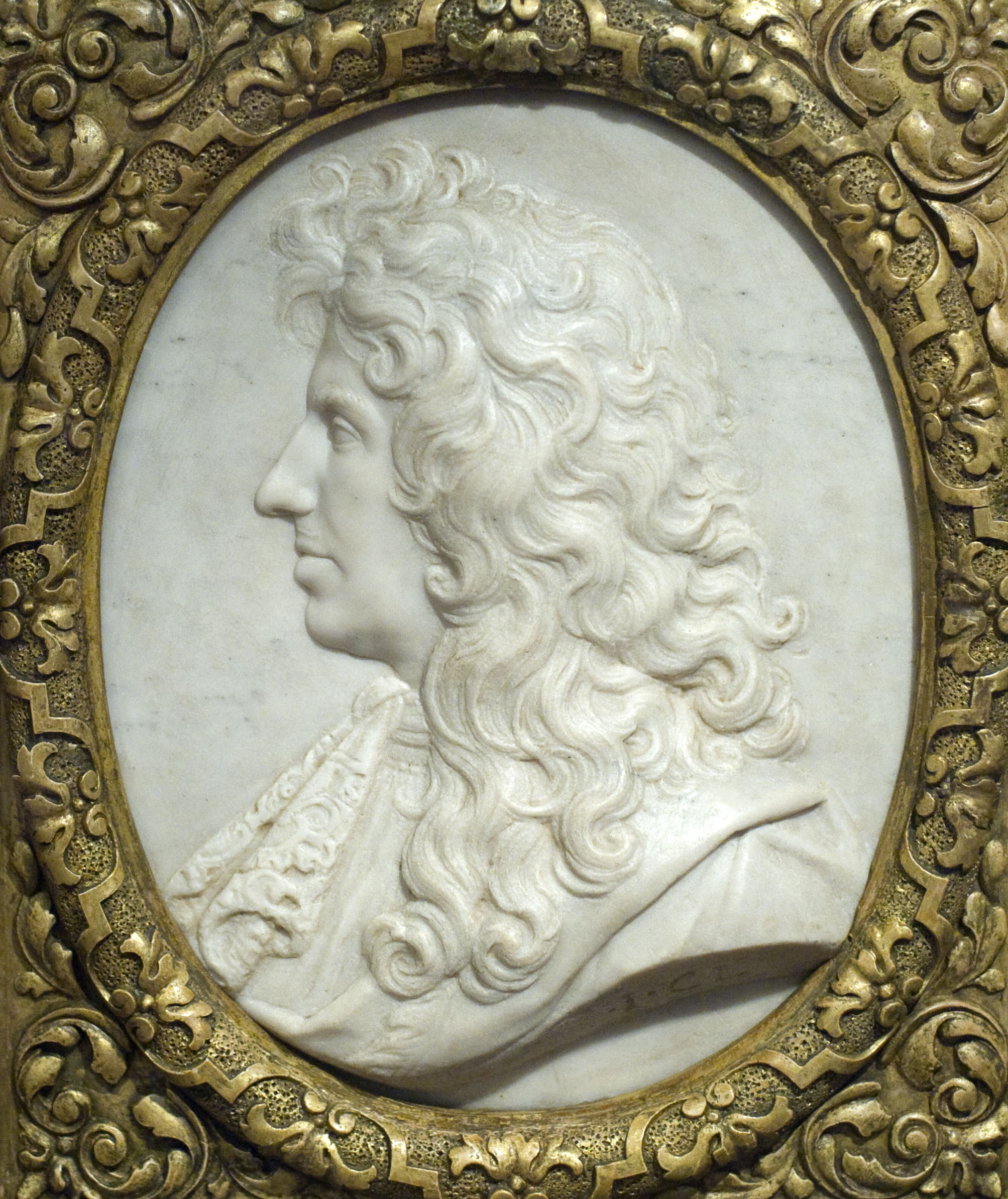
Christiaan Huygens